# 1937年八路军编制序列

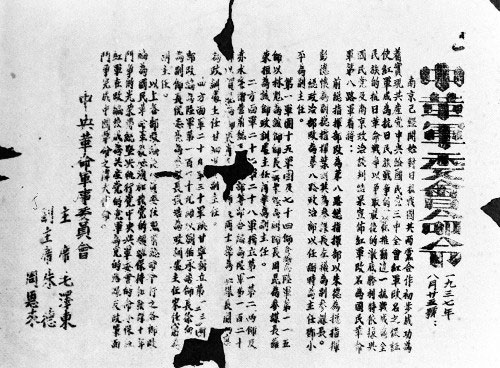
1937年8月25日，中共中央革命军事委员会将红军改编为八路军的命令

1937年八路军编制序列，为列举1937年8月国民革命军第八路军的编制序列，其为八路军在最初时期的编制序列。
根据国共两党达成的协议，1937年8月，中国工农红军主力改编为国民革命军第八路军，简称八路军，团结抗日。该部队仍归属中共中央军事委员会直接领导与指挥。同年9月11日，按照全国抗一的战斗序列，又称为第18集团军，总司令为朱德，副总司令为彭德怀。
1937年8月，八路军共下属：115师、120师、129师、后方总留守处。

## 背景
1937年7月7日，日军发动七七事变，开始全面侵华战争，并迅速占领北平、天津。日军从东北调进部队与已入关的部分部队编成关东军察哈尔派遣兵团，向察哈尔省、绥远省两路突击，并控制平绥铁路全线，切断中国与苏联的联系。8月中旬，日军发动淞沪战役，展开大规模的华北、华中战略进攻。8月31日，日军成立华北方面军司令部，增兵30万人，以平汉路为主要突击方向，开始向河北、山西、山东地区进军。
8月22日，中华民国政府正式任命朱德、彭德怀为八路军正、副总司令。同日，八路军115师率先由陕西三原进入山西前线。9月3日，120师随即进入山西。在部队转移同时，先行赴晋的周恩来、彭德怀与山西守军总指挥、第二战区司令长官阎锡山进行接洽。并确定了其部队以恒山地区为基地，随后，八路军总部与129师也向恒山转移。在主力越过黄河进入山西后，留守于陕西的八路军部队组成陕甘宁留守兵团。

## 总部
- 总司令：朱德、副总司令：彭德怀
- 参谋长：叶剑英；副参谋长：左权；参谋处长：彭雪枫
  - 军医处长：姜齐贤
  - 副官处长：习仲勋
  - 作战处长：唐延杰
- 政治部：1938年2月28日起，为统一对外名义，延安的中央军委总政治部对外称“八路军政治部”，在晋东南的称为“野战政治部”（野政）、“前敌政治部”（前政）、“集政”（第十八集团军政治部）。1943年10月，地一二九师政治部人员并入太行军区政治部与野政。1945年8月20日野政改称晋冀鲁豫军区政治部。
  - 主任：任弼时（1937.8-1938.8，1938.2回延安）、傅鍾（1938.8.4-1940.5）、罗瑞卿（1940.5-）
  - 政治部副主任：邓小平（1937.8-1938.1）、傅鍾（1938.1.18-1938.8.4）、陆定一、张际春
  - 组织部
    - 部长黄克诚（1937.8-1937.11）、吴溉之（1937.11-1938）、周桓
    - 副部长谭甫仁、孙开楚、张南生
    - 组织科长：王平、余秋里、李信、李文楷（1942年5月25日于山西省辽县南艾铺作战牺牲）
    - 干部科长：李信、龚竹村（牺牲）
    - 青年科长：王宗槐、魏洪亮、曹光琳
    - 巡视团：主任余秋里、副主任康庄

  - 宣传教育部：部长陆定一，副部长黄镇、王东明（牺牲）、彭加伦（1942年秋）
  - 民运指导部：部长傅钟、黄镇（1938.2-1939）、蔡乾（1940年-1945年）。副部长王卓如（1940-1941）、陈宦
    - 调查研究科长黄远（1939-1941）
    - 科长王逸群、洪水

  - 敌军工作部：部长周桓、蔡前（蔡乾，1938年春）。副部长谢振华、漆克昌、张香山
  - 保卫部（1938年改称锄奸部）：部长杨奇清。副部长卜盛光、吴格成
    - 第一科科长谭善和：负责保卫总部机关的安全
    - 第二科科长李月波（1942年5月25日于山西省辽县南艾铺作战牺牲）、袁立夫（牺牲）、黄天祥（1943年5月于山西和顺县战斗牺牲）
    - 第三科科长张广才

  - 军法处长：吴溉之、曾传六、周桓（兼）
  - 总务处长：年成合、青中兴、陈志彬、姚大非
  - 直属政治处：处长李文楷、副主任陈仁常。主任吴玉琳
  - 秘书处：秘书长舒同（1937.8-1938.11）
- 供给部长杨立三
  - 军需处长：叶季壮

## 115师

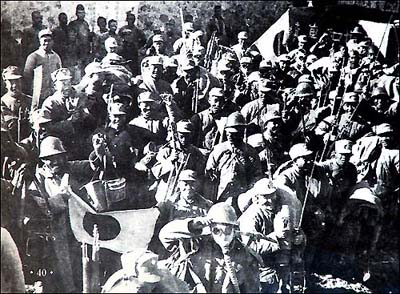
1937年9月，八路军115师即参与平型关战役，图为平型关缴获的部分军需物资

由原红一方面军与陕南第74师编成。红一军团改编为第343旅，红十五军团改编为第344旅，陕南第74师改变为炮兵营和辎重营。
115师师长林彪、副师长兼政委聂荣臻、参谋长周昆、政训处主任罗荣桓、副主任萧华；参谋处长王秉璋

### 司令部

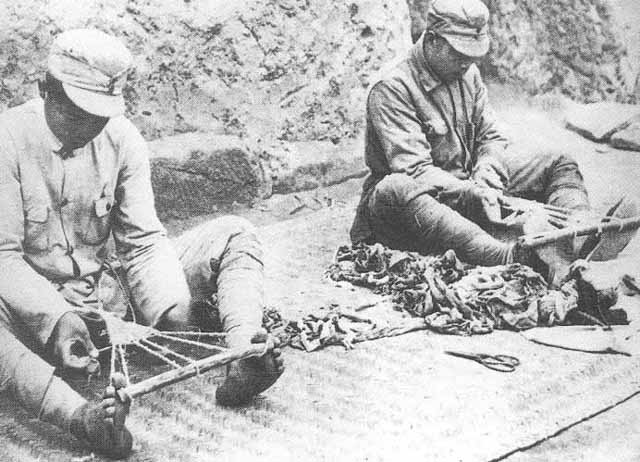
八路军士兵在编草鞋

- 作战科科长：王秉璋
- 侦查科科长：苏静
- 管理科科长：石新安

### 政训处
- 宣传部：部长肖向荣
- 锄奸部：部长朱涤新
- 民运部：部长潘振武
- 供给部：部长邝任农
- 卫生部：部长叶青山、副部长谷广善

### 343旅
343旅：旅长陈光、副旅长周建屏、参谋长陈士榘，政训处主任肖华。其下属：
- 685团团长杨得志、副团长陈正湘、政训处主任邓华、王麓水、副主任吴法宪、参谋长彭明治；
  - 一营营长刘德明、教导员李士才、副营长胡炳云
  - 二营营长曾国华、教导员袁子清、副营长陈祖林、参谋长杨承德
  - 三营营长梁兴初、教导员周长胜、副营长高光中；
- 686团：团长李天佑、副团长杨勇、参谋长彭雄、政训处主任符竹庭
  - 一营营长张仁初、教导员戴润生
  - 二营营长杨尚儒
  - 三营营长邓克明、教导员刘西元；

### 344旅
344旅：旅长徐海东、参谋长陈漫远
- 687团：团长张绍东、副团长韩振纪、赵凌波、田守尧、常玉清、参谋长兰国清、政训处主任崔田民、副主任谭甫仁；
  - 一营营长郝世英、教导员曹光琳
  - 二营营长颜东山、教导员贺大增
  - 三营营长齐天初、副营长汪家道、教导员齐天初；
- 688团：团长陈锦绣、副团长韩先楚、参谋长卢绍武、政训处主任刘震、副主任吴信泉；
  - 一营营长刘国清、教导员鲍启祥
  - 二营营长王德荣、教导员张天云
  - 三营营长耿良太、教导员吴大林、副营长徐体山

旅警卫营营长何振亚、教导员李雪三；

### 师直属部队
- 师独立团：团长杨成武、副团长黄永胜、参谋长熊伯涛、政训处主任罗元发；
  - 一营营长曾保堂、教导员张文松、副营长袁升平
  - 二营营长季光顺、教导员张襄国、副营长肖思明
  - 三营营长黄寿发、教导员李水清、副营长邱蔚
- 师教导大队：队长孙毅
- 炮兵营
- 骑兵营
- 工兵营
- 辎重营：营长李学先、副营长王福堂

## 120师
120师由原红二方面军与陕北红军一部编成。红二军团和红二十八军合编为第358旅，红六军团、红三十二军和总部特务团的一个营合编为第359旅，陕北红军第27军、陕甘宁独立第1师、第2师分别改编为直属营的建制。
120师师长贺龙、副师长萧克、政训处主任关向应、副主任甘泗淇、参谋长周士第。

### 司令部
- 第一科：科长唐健伯
- 第二科：科长郭辉勉
- 第三科：科长刘忠
- 第四科：科长杜世兴

### 政训处
- 总务部：部长金如柏
- 组织部：部长朱明
- 宣传部：部长张平化
- 敌工部：部长吴西
- 民运部：部长罗贵波

- 供给处：处长陈希云、副处长赵镕
- 军医处：处长刘运生、副处长蒋耀德
- 教导团：团长彭绍辉、副团长苏启胜、政训处主任刘型

### 358旅
358旅旅长卢冬生（未到任，后为张宗逊）、副旅长李井泉、参谋长姚喆；
- 715团：团长王尚荣、副团长顿星云、参谋长喻楚杰、政训处主任黄延卿；
  - 一营营长傅传作、副营长邹凤山、教导员彭德大
  - 二营营长唐金龙、副营长潘有碧
  - 三营营长陈刚、教导员李建良；
- 716团：团长宋时轮、副团长廖汉生、参谋长曾来古、政训处主任伍晋南；
  - 一营营长彭家诗、副营长罗成章、教导员王立忠
  - 二营营长陈坊仁、副营长黄新义、教导员王再兴
  - 三营营长王祥发、副营长邹声宏、教导员曾祥煌；

### 359旅
359旅旅长陈伯钧、副旅长王震、参谋长郭鹏、政训处主任袁任远；
- 717团：团长刘转连、副团长陈宗尧、政训处主任刘道生；
  - 一营营长陈外欧、副营长王子良、教导员金忠藩
  - 二营营长陈文彬、教导员江勇为
  - 三营教导员贺振新；
- 718团：团长文年生、副团长贺庆积、参谋长欧阳家祥、政训处主任帅荣；
  - 一营营长刘昂、教导员王先臣
  - 二营营长彭上坤、教导员左爱
  - 三营营长徐国贤、教导员侯正果；

### 师直属部队
- 骑兵营
- 炮兵营
- 辎重营
- 工兵营：营长王兆相、副营长孙超群
- 特务营
- 通信营

## 129师
由原红四方面军与陕北红军一部编成。其中红四军改编为第385旅，红三十一军改编为第386旅。红二十九军改编为特务营，红三十军改编为炮兵营、陕甘宁独立第1、2、4团改编为工兵营，第3团一部及关中警卫营改编为辎重营。
- 师长刘伯承、副师长徐向前、政训处主任张浩、副主任宋任穷、参谋长倪志亮、参谋处长李达；

### 司令部
- 供给处：处长周玉成、副处长徐林、主任赖勤
- 卫生处：处长钱信忠、主任鲁加汉
- 军法处：处长丁武选
- 锄奸部：部长邱积成
- 留守处：主任阎红彦、副主任甘渭汉
- 教导团：团长张贤约、政治部主任袁鸿化
  - 一营营长皮定均
  - 二营营长谢家庆、教导员张国传

#### 385旅
385旅旅长王宏坤、副旅长王维舟、参谋长耿飚、政训处主任方强、副主任谢扶民
- 769团团长陈锡联、副团长汪乃贵、参谋长范朝利、政训处主任丁先国
  - 一营营长吴荣正、副营长郑国仲、教导员潘寿才
  - 二营营长孔庆德、教导员李定灼
  - 三营营长赵崇德、教导员陈美藻；
- 770团团长张才千、副团长胡奇才、参谋长袁渊、政训处主任肖元礼
  - 一营营长卜万科、副营长滕海清、教导员陈生续
  - 三营营长张德发、教导员江贤如；

#### 386旅
386旅旅长陈赓、副旅长陈再道、参谋长李聚奎、政训处主任王新亭；
- 771团团长徐深吉、副团长韩东山、参谋长黄新友、政训处主任黄振棠；
  - 一营营长徐其海
  - 二营营长邹国厚
  - 三营营长吴宗先、教导员刘福胜；
- 772团团长叶成焕、副团长王近山、参谋长孙继先、政训处主任谢富治；
  - 一营营长丁思林、教导员梁天喜
  - 二营营长郭国言、副营长韩振江、教导员程悦长
  - 三营营长易良品、副营长雷绍康、教导员吴隆煮；

## 八路军后方总留守处
机关驻地延安北关云梯山和云梦山之间的山沟（今称延中沟）
- 主任萧劲光。
  - 东地区留守处，主任陈伯钧、副主任陈先瑞
    - 第120师359旅718团
    - 第120师炮兵营
    - 第120师辎重营
    - 第120师工兵营
    - 第120师特务营
    - 第115师炮兵营
    - 第115师辎重营

  - 西地区留守处，主任王宏坤、副主任王维舟
    - 第129师385旅旅部
    - 第129师385旅770团
    - 第129师炮兵营：副营长王诚汉、教导员曹德连
    - 第129师辎重营：营长陈国栋
    - 第129师工兵营：教导员孙文采
    - 第129师特务营

1937年8月，驻延安的军委后方政治部改编为八路军后方政治部，负责军委直属单位、留守部队、地方部队的政治工作：
- 主任谭政（红军时期-1938年2月）
- 副主任张际春（1937.8-1937.11）
- 组织科：科长张树才
- 宣传科：科长徐梦秋、赵品三（1938年秋）
- 保卫科：科长郑效峰
- 统战科：负责人刘向三
- 政治巡视团：主任张树才兼
- 机关政治协理员：宋文
- 军委直属队政治处主任乐少华，副主任蔡书彬、赖毅

1938年2月调整为：
- 主任莫文骅（1938.2.28-）
- 组织部长吴光远
- 宣传教育部长赵品三、李兆炳
- 民运指导部长马豫章
- 锄奸部部长丁荣昌
- 联络部（1938年11月统战科改）部长徐彬如
- 总务处处长沈盛发
- 军法处处长莫文骅兼，副处长沈盛发
- 巡视团主任丁荣昌（兼）
- 机关政治协理员：宋文
- 烽火剧团团长：王震之

1939年秋，八路军后方政治部改称八路军留守兵团政治部。